# ابوعبدالله محمد بن احمد جیهانی
ابوعبدالله محمد بن احمد جیهانی از وزیران و جغرافی‌دانان دوره سامانی بود از حدود ۸۹۳ تا ۹۰۷ برآمد.
دین. اسلام سنی

## زندگی‌نامه
در زمانی که امیر نصر بن احمد سامانی به حد بلوغ نرسیده بود، مسئول تعلیم و تربیت وی و همچنین متکفل وزارت بود. به محض آنکه او به وزارت رسید به تمام کشورها نامه نوشت و از آنان درخواست کرد تا روشهای خود در اداره کشورشان را برایش بنویسند تا وی بهترین روش را برای اداره کشورش انتخاب کند. او در دوران وزارت خود و به کمک «حمویه بن علی» دستگاه سامانی را منظم کرد. او کسی است که باعث مسافرت ابودلف به هند شد.

## آثار
وی مؤلف چندین کتاب بوده است. مهمترین کتاب وی المسالک و الممالک نام دارد که دربارهٔ جغرافیای سرزمین‌های اسلامی می‌باشد. برخی این کتاب را با اشکال‌العالم ابوالقاسم جیهانی اشتباه گرفته‌اند.

## پی‌نوشت‌ها
1. 1 2  سارتن، جورج (1383) مقدمه بر تاریخ علم، ترجمه غلامحسین صدری افشار، تهران: علمی و فرهنگی.